# Anthophora fedchenkoi
Anthophora fedchenkoi là một loài Hymenoptera trong họ Apidae. Loài này được Radoszkowski mô tả khoa học năm 1872.